# Куличенко, Елена Николаевна
Елена Николаевна Куличенко (род. 17 января 1963, п. Слободзея, Слободзейский район, Молдавская ССР, СССР) — государственный деятель Приднестровской Молдавской Республики. Министр по социальной защите и труду Приднестровской Молдавской Республики с 30 декабря 2015 по 31 марта 2020 и с 19 мая 2020. Исполняющая обязанности министра здравоохранения Приднестровской Молдавской Республики с 31 марта по 19 мая 2020.
Отличник здравоохранения Приднестровской Молдавской Республики (2007).

## Биография
Родилась 17 января 1963 в посёлке Слободзея Слободзейского района Молдавской ССР, в семье служащих.

### Образование
В 1985 окончила Кишинёвский государственный университет имени В. И. Ленина по специальности «библиотекарь-библиограф». 
В 1992 окончила Санкт-Петербургский институт государственного и муниципального управления по специальности «психолог».
В 2009 окончила Межрегиональную академию управления персоналом (Украина) по специальности «менеджмент организации».
В 2015 повышала профессиональную квалификацию в ГОУ ДПО «Институт развития образования и повышения квалификации» по профилю «руководитель, заместитель руководителя, руководитель структурных подразделений профессионального образования».

### Трудовая деятельность
После окончания средней школы, с августа 1979 работала в районной библиотеке посёлка городского типа Слободзея библиотекарем, старшим библиотекарем, заведующей отделом обслуживания.
С 1985 по 1990 — на комсомольской работе: инструктор орготдела, секретарь райкома комсомола, инструктор ЦК ЛКСМ Молдавии, первый секретарь Слободзейского райкома комсомола.
С 1992 по 1995 — ведущий специалист, заведующая отделом по работе с Советами Слободзейского районного Совета народных депутатов.
В январе 1995 — ведущий специалист по работе с главами Госадминистраций сёл и посёлков государственной администрации Слободзейского района.
С июня 1995 по январь 1996 — заведующая отделом по работе с Советами.
С декабря 1995 по декабрь 2000 — депутат Палаты Законодателей Верховного совета Приднестровской Молдавской Республики II созыва.
С 2001 по 2005 — начальник отдела по проблемам семьи, женщин и детей Министерства здравоохранения и социальной защиты Приднестровской Молдавской Республики.
С 2005 по 2012 — исполнительный директор Государственного фонда обязательного социального страхования (ГФОСС) Приднестровской Молдавской Республики.
С 2012 по 2013 — заместитель исполнительного директора ГФОСС.
С января 2014 по 30 декабря 2015 — директор ГОУ «Тираспольский медицинский колледж имени Л. А. Тарасевича».
С 30 декабря 2015 по 31 марта 2020 — министр по социальной защите и труду Приднестровской Молдавской Республики. Переназначалась 22 декабря 2016.
C 31 марта по 19 мая 2020 — исполняющая обязанности министра здравоохранения Приднестровской Молдавской Республики.
С 19 мая 2020 — вновь министр по социальной защите и труду Приднестровской Молдавской Республики.

## Семья
Замужем, есть дочь. 

## Награды
- Грамота Президента Приднестровской Молдавской Республики (2003)
- Отличник здравоохранения Приднестровской Молдавской Республики (2007)
- Медаль «За трудовую доблесть» (2008)